# 閻弘魯
阎弘鲁（？—952年），五代十国后唐、后晋、后汉、后周官员，郓州人，后唐邢州节度使閻寶的儿子。
阎弘鲁在唐明宗、后晋高祖时，担任过许多职务。他的老家在鲁地，当他担任陕州司马时，告病归乡，慕容彦超初任泰宁军节度使，对他礼遇极厚。慕容彦超反后周郭威，阎弘鲁之子阎希俊为镇宁军节度副使，在柴荣幕下，慕容彦超开始反感阎弘鲁。听说朝廷出兵堤防，责备阎弘鲁说：“你教儿子在朝廷与我作对，要灭我全家吗。”慕容彦超搜刮士人百姓的财产来供应军需，阎弘鲁畏惧慕容彦超的残暴，把全部家产献出，慕容彦超认为他有所隐瞒，命令崔周度搜索阎家。崔周度对阎弘鲁说：“阎公死生之命，就系连在献出财产的多少上，应该无所吝惜。”阎弘鲁流泪叩拜他的妻子侍妾说：“你们拿出全部所有的财物来救我免死。”他们都说：“一点儿也没有了。”崔周度将情况告诉慕容彦超，慕容彦超不信，拘捕阎弘鲁夫妻押在监狱。有个奶妈从泥土中扒到金镯子，献给官府，希望赎出主人。慕容彦超说：“所隐藏的还有更多。”拷打阎弘鲁夫妻，皮开肉绽而死。郭威平定兖州，追赠阎弘鲁为左骁卫大将军。